# Styloctetor tuvinensis
Styloctetor tuvinensis là một loài nhện trong họ Linyphiidae.
Loài này thuộc chi Styloctetor. Styloctetor tuvinensis được Yuri M. Marusik & Andrei V miêu tả năm 1998. Tanasevitch.